# 火燒庄戰役
火燒戰役，是指發生於1895年11月26日，在今日台灣屏東縣長治鄉長興村的一場會戰，交戰方是大日本帝國陸軍與當地客家人所集結的聯軍，最終日軍獲勝，長興全村被日軍放火焚燒。

## 背景
清朝末年甲午戰爭，結果由大日本帝國獲勝。清國與日本簽訂了《馬關條約》，割讓福建台灣省予日本；而在當地，不願接受日本統治的士人成立了臺灣民主國，邱鳳揚是當時的客家人領袖，他號召成立了六堆客家義軍，六堆的「堆」通「隊」，指右堆、左堆、後堆、中堆、先鋒堆、前堆，共同對抗日軍。六堆義軍在本戰之前，已於茄苳腳（今屏東縣佳冬鄉）與日軍戰鬥過，因為武裝與訓練均遠遠落後日軍而敗退。
1895年10月20日，台灣民主國大總統劉永福陣前逃亡至廈門。10月21日，台南開城投降，邱鳳揚決意南撤至火燒庄（後稱長興村），他計劃在該地進行最終抵抗。在當時，屏東平原仍有平埔族的台灣原住民武裝力量，但因為平日與客家人有宿怨，故此役時平埔族支持日軍，六堆義軍形成孤軍抵抗的局面。

## 戰鬥經過
1895年12月25日，日軍南下途經磚仔磘、下淡水溪、穿阿猴街抵達火燒庄，與邱阿六（即邱鳳揚）對戰。六堆義軍奮力抵抗擊退敵軍，於是日軍於次日使用山砲轟擊村庄，並放火燒民房，最終全村陷入一片火海，六堆義軍至此瓦解。
據戰後日方統計，火燒庄連帶燒毀了老潭頭庄、新潭頭庄、崙上庄、香橼脚（今屏東縣長治鄉香楊村）等村莊，焚毀計三百餘戶民家，僅四、五戶倖存，死亡人數合計約250人。

## 紀念
中華民國前監察院長于右任得知此史，曾做一首頌詩：「氣與河山壯，名爭日月光，煌煌民族史，照耀火燒庄。」；1968年萬巒國中興建時挖出了多具無主屍骨，經查為當年死者被埋葬處，後移至當年戰場奉祀；1995年，由當年義軍的後代子孫立碑紀念此事，當年戰場現為紀念公園。

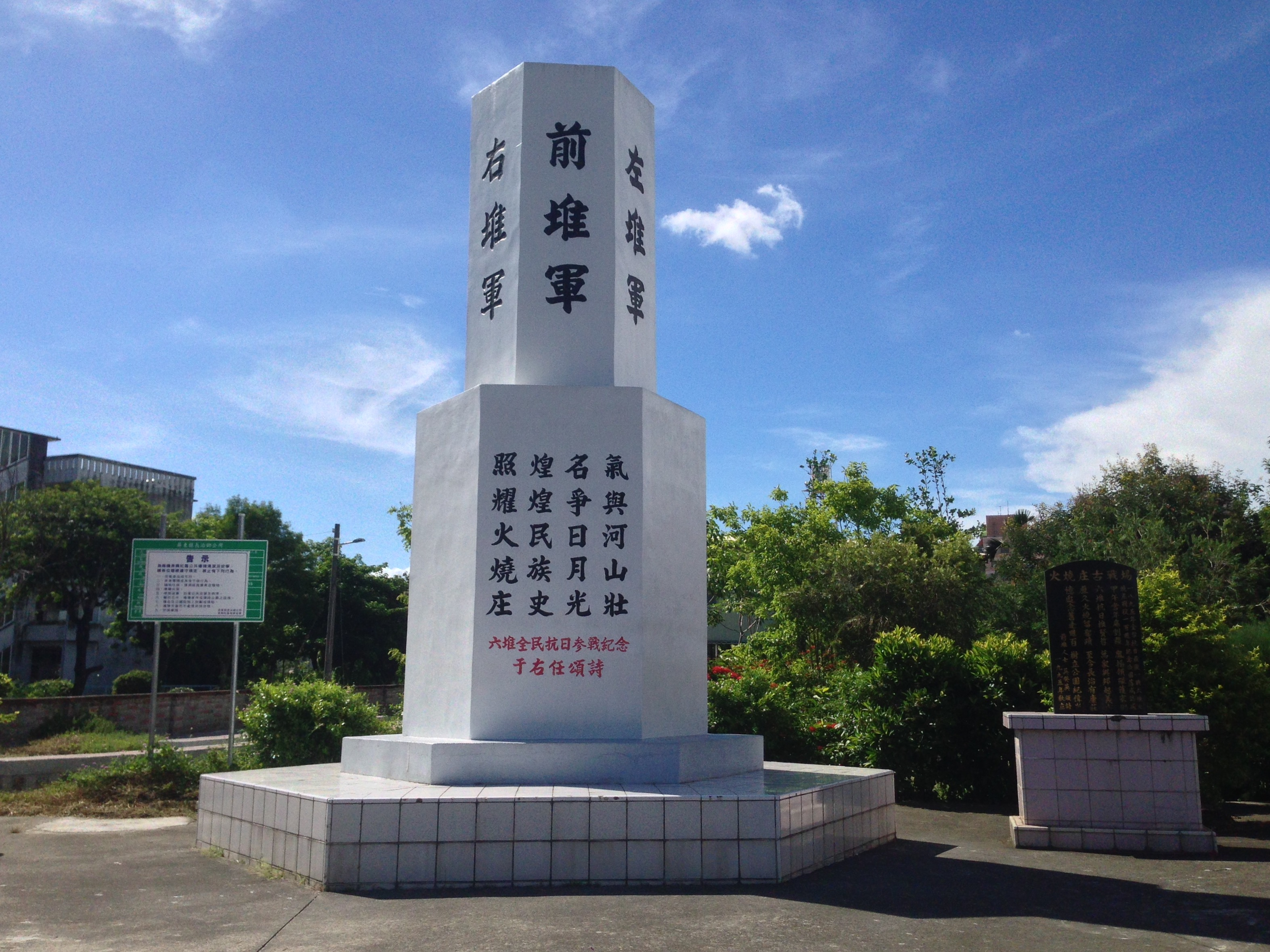
六堆抗日紀念碑

## 相關書籍
- （英文）禮密臣（James Wheeler Davidson）. . London and New York : Macmillan & co.; Yokohama [etc.] Kelly & Walsh, ld. 1903.
- （英文）竹越與三郎（日语：竹越與三郎）、Braithwaite, George, tr. . London, New York, Bombay and Calcutta, Longmans, Green, and co. 1907.